# جو باگنر
جو باگنر (انگلیسی: Joe Bugner؛ زادهٔ ۱۳ مارس ۱۹۵۰) بوکسور اهل بریتانیا است.